# Ley de Ciencia, Tecnología e Innovación de Venezuela
La Ley de Ciencia, Tecnología e Innovación (LOCTI) fue promulgada por la Asamblea Nacional de Venezuela el 12 de julio de 2005. La LOCTI, como se le denomina comúnmente, consiste en una colección de artículos cuyo propósito final es la de conducir a Venezuela a una etapa donde la aplicación de la ciencia, la tecnología y la innovación ayuden a su gente a mejorar su forma de producción y sus condiciones de vida.

## Objetivo
El Art. 1 de la Ley menciona que su Objeto es "dirigir la generación de una ciencia, tecnología, innovación y sus aplicaciones, con base en el ejercicio pleno de la soberanía nacional, la democracia participativa y protagónica, la justicia y la igualdad social, el respeto al ambiente y la diversidad cultural, mediante la aplicación de conocimientos populares y académicos". Para ello, se plantea que el Estado venezolano se encargue de la formulación de políticas en el área, a través del ente con competencia en la materia y la incorporación de los sujetos que realicen actividades científicas y tecnológicas, en el marco del Plan Nacional de Desarrollo Económico y Social de la Nación.
La Ley nace por primera vez en el año 2001 (Gaceta Oficial 37.291 del 26-09-2001). Posteriormente, fue reformada en 2005 (Gaceta Oficial 38.242 del 03-08-2005) y en 2010 (Gaceta Oficial 39.575 del 16-12-2010), para incorporar diferentes aspectos que se consideraron vigentes en cada momento. Así, por ejemplo, para la última versión introdujo un artículo que refuerza la responsabilidad del ente con competencia en el área en la definición de políticas públicas del sector (Art. 4).

## Contenido de la ley
La Ley presenta diferentes aspectos vinculados con el desarrollo de la ciencia y tecnología en el país, como en la definición de los sujetos que participan en la generación de productos científico-tecnológicos y la responsabilidad de los entes públicos en la formulación del Plan Nacional de Ciencia, Tecnología e Innovación (PNCTI). No obstante, también tiene efecto como parte del régimen tributario del Estado venezolano, puesto que establece aportes para personas jurídicas, entidades privadas o públicas, domiciliadas o no en el país que realicen actividades económicas en el territorio nacional y que obtengan ingresos brutos anuales superiores a cien mil Unidades Tributarias (100.000 U.T.) en el ejercicio fiscal inmediato anterior.

## Críticas
Las principales críticas están dirigidas al tributo que deben pagar las diversas empresas que hacen vida en Venezuela y su utilización. No obstante, sus defensores afirman que la Ley ilustra la contradicción entre dos modelos de gestión, uno a favor de la empresa privada y otro a favor de la ciudadanía.